# Pietro Luccari
Pietro Luccari (... – Stagno, 23 novembre 1679) è stato un vescovo cattolico italiano.
Il 23 giugno 1664 fu nominato vescovo di Stagno da papa Alessandro VII. Resse la diocesi fino alla sua morte, avvenuta il 23 novembre 1679.